# Мері Сіерс (плавчиня)
Мері Сіерс (англ. Mary Sears, 10 травня 1939) — американська плавчиня.
Призерка Олімпійських Ігор 1956 року.
Переможниця Панамериканських ігор 1955 року.